# Amtsgericht Vaihingen an der Enz
Das Amtsgericht Vaihingen an der Enz ist ein Gericht der ordentlichen Gerichtsbarkeit und eines von acht Amtsgerichten (AG) im Bezirk des Landgerichts Heilbronn.

## Gerichtssitz und -bezirk
Das Gericht hat seinen Sitz in der Stadt Vaihingen an der Enz im Landkreis Ludwigsburg (Region Stuttgart). Der 177 km² große Gerichtsbezirk umfasst die Städte und Gemeinden Eberdingen, Oberriexingen, Sachsenheim, Sersheim und Vaihingen an der Enz. In ihm leben 63.000 Menschen.
Die Haft-, Wirtschaftsstraf- und Personenstandssachen aus dem Bezirk des AG Vaihingen an der Enz bearbeitet das Amtsgericht Heilbronn, das auch als Jugendschöffengericht und Insolvenzgericht zuständig ist. Zentrales Mahngericht sowie Registergericht ist das Amtsgericht Stuttgart.

## Gerichtsgebäude
Das Gericht ist in dem 1840 fertiggestellten Gebäude Franckstr. 20 untergebracht.

## Übergeordnete Gerichte
Dem Amtsgericht Vaihingen an der Enz ist das Landgericht Heilbronn übergeordnet. Zuständiges Oberlandesgericht ist das Oberlandesgericht Stuttgart.